# Церква Петра і Павла (Новояворівськ)
Церква Святих апостолів Петра і Павла — храм Святих Верховних апостолів Петра і Павла Львівської Архиєпархії УГКЦ у м. Новояворівську Яворівського району Львівської області. Обслуговується о. о. ЗНІ. Окрім храму до церковного комплексу входить каплиця Різдва Пресвятої Богородиці (побудована у 1989—1991 рр.), дзвіниця та монастир отців редемптористів.
|  | Коли Господь та не збудує дому, — дарма працюють його будівничі. Коли Господь не зберігає міста, — дарма пильнує сторож. Дарма устаєте рано, засиджуєтеся допізна: усе ж їсте загорьований хліб! Господь дає його у сні його любим» (Пс. 127, 1-2). Сьогодні, у 25-ту річницю нашого храму, подяку Богові складаю за цю святиню і тих людей, які приходять до неї і люблять красу її. З радістю хочеться сказати, що «немає нічого неможливого в Бога» (Лк. 1,37). Коли будували місто в час тотального безбожництва, ніхто не міг подумати, що через десятки років тут буде збудований такий величний храм. |

## Історія

### Часи російської окупації
Парафія міста Новояворівська виникла ще в часи підпілля. Тоді до Новояворівська приїжджали отці Чину Найсвятішого Ізбавителя — редемптористи, зокрема о. Євген Смаль, о. Степан Федчишин, о. Богдан Смук, о. Петро Городницький та інші. Богослужіння проводилися в приватних квартирах і їх відвідувала мала кількість людей. Більшість відвідувала храми у сусідніх селах Шкло та Янів. Отець Степан Федчишин згадує:
|  | То був ще 1987 рік. Я перший раз поїхав туди на Миколая. Направив мене о. Смаль. Він казав кожної неділі і свята їздити, якщо можливо. Ну і я приїхав, перший раз відправив Службу Божу і відтоді почав там їздити постійно. Служби Божі відправлялися так: в Іванки, в Гені Карапатої, Марії Тураш і п. Баня була коло неї, і так по черзі. Там, де вони казали на другий раз приїхати, там я приїжджав. Ну і то так було до 1990 року |

У 1989 році в Новояворівську зібралась ініціативна група людей — Володимир Галаник, Михайло Кук, Іван Подольчак, Іван Ходонович, Василь Гривач, Григорій Гасій, Володимир Лозинський — на чолі з п. Володимиром Манастирським, яка здійснила спробу зареєструвати релігійну громаду в рідному місті, звернувшись до уповноваженого у справах релігії. У Палаці культури «Кристал» було проведено збори. За реєстрацію греко-католицької громади проголосувало понад 1000 чоловік. Процес реєстрації тривав довго і викликав немалі труднощі.

### Часи незалежності
У серпні 1991 року було отримано свідоцтво про реєстрацію релігійної (греко-католицької) громади м. Новояворівськ.

#### Будівництво храму
Коли Українська греко-католицька церква вийшла з підпілля, громада почала клопотання про будівництво храму, постало питання вибору земельної ділянки. Було створено спеціальну комісію, яка запропонувала три ділянки. Взявши до уваги геологічні дані, вирішили будувати біля Палацу культури «Кристал». Зокрема, п. Володимир Манастирський згадує:
|  | Була створена комісія з ВО «Сірка», міської ради та ініціативної групи. Після обговорення обрали ту ділянку, на якій сьогодні збудований храм Петра і Павла. Для того, щоб почати будівництво, оскільки Яворівський район є карстонебезпечний, потрібно було провести геологічно-розвідувальні роботи. У цьому нам допомогло Яворівське ВО «Сірка». Пробурили тут 5 свердловин, дали відповідне заключення, яке полягало в тому, що дана місцевість відповідає будові храму. |

На міських зборах було обрано церковний комітет із двадцяти осіб — керуючий орган релігійної громади, який мав займатися вирішенням найважливіших питань, які стосуватимуться справ церкви.
Проєкт церкви було розроблено на фірмі «Львів Ар проект». Запропоновано три макети церкви. У палаці культури «Кристал» було проведено виставку-конкурс, де люди мали можливість залишити свої відгуки і голоси за той чи інший проект. Більшість — 875 чоловік, віддала свій голос за роботу архітекторів Івана Коваленка та Григорія Калініна. На основі вибраного макету був розроблений кошторис та програма будівництва.
Для обслуговування парафії громада потребувала священнослужителя, який би провадив душпастирську працю. Оскільки у часи підпілля до Новояворівська приїжджали отці редемптористи, ініціативна група звернулась до владики Володимира Стернюка, тодішнього місцеблюстителя митрополичого престолу УГКЦ, з проханням дозволити отцям і надалі проводити богослужіння для вірних греко-католиків у Новояворівську. Владика поблагословив цю справу. Першим священиком парохії став о. Степан Федчишин ЧНІ; згодом до нього приєднався о. Михайло Павлуцький ЧНІ.
8 квітня 1990 року, у Вербну неділю, на місці майбутнього храму відбулося урочисте посвячення наріжного каменя фундаменту і раніше встановленого хреста, яке здійснив владика Филимон Курчаба. Громада ухвалила рішення назвати храм на честь святих верховних апостолів Петра і Павла. Отець Степан Федчишин цю подію згадує так:
|  | Новояворівці готувалися до посвячення каменя й хреста, де мала бути збудована церква. Посвячення хреста відбулося 8 квітня, у п'яту неділю Великого посту, о 12 годині. Падав мокрий сніг, але людей було багато. Зустрівши владику Филимона, ми з процесією пішли до хреста. Приїхав також о. Смаль та інші світські священики. Разом із владикою нас було шестеро. Протягом цілої Служби Божої падав мокрий сніг, але люди не зважали на негоду. До Святого Причастя тоді приступило із тридцять людей, переважно ті, хто пройшов підпілля і усвідомлював потребу частого Святого Причастя. Проповідь виголосив владика Филимон. Він порівняв наш прихід до хреста, який означав започаткування парафії, із урочистим входом Господа до Єрусалиму. Після Служби Божої владика оголосив мене парохом новоствореної парафії. Так розпочалася моя душпастирська праця в Новояворівську. |

Починаючи з квітня 1990 року богослужіння відправлялися під маленьким накриттям біля освяченого хреста. Кількість вірних поступово зростала. Богослужіння в тимчасовому приміщенні відправлялися 8 місяців. За цей час церковний комітет отримав проєктну документацію для будування каплиці. Невдовзі неподалік була збудована каплиця, у приміщенні якої вже з 19 грудня 1990 року почали відправлятись богослужіння. У ній не вистачало місця для всієї кількості парафіян, тому довелося робити прибудову.
У травні 1991 року, після Великодніх свят, почали розписувати капличку й робити іконостас.
21 вересня 1991 року, на Різдво Пресвятої Богородицібуло посвячено каплицю й іконостас. Згадує о. Степан Федчишин :
|  | Посвятити каплицю було доручено протоігуменові редемптористів Ігорю Возьняку, а той довірив цю справу також вікарію Михайлу Колтуну. Крім нього, приїхав ще о. Ігор Сподар. Втрьох ми посвятили каплицю й іконостас. Було дуже багато людей, бо Різдво Божої Матері припало на суботу, у вихідний день. Відбувся обхід навколо каплички й посвячення води. Відтоді Різдво Богородиці стало в Новояворівську храмовим святом. |

В квітні 1991 році розпочалося будівництво храму. Воно тривало до грудня 1995 року. Будівництво вела будівельна фірма трест «Яворівхімбуд», виконроб — Володимир Галаник і бригадир Лука Олендій, який був відповідальним за будівництво храму від початку до його завершення. Голова церковного комітету п. Володимир Манастирський згадує:
|  | Починались роботи від копання котловану і закладення фундаменту. За допомогою ми звернулись до Яворівського ВО «Сірка» з проханням надати нам відповідну техніку, екскаватор. «Сірка» посприяла нам у цьому. Хоч був директор російський, Маслов, але ставився до нас дуже добре. Виділили нам відповідну техніку, викопали котлован, заклали фундамент. Для цих робіт «Сірка» скеровувала до нас на 2 тижні по 2—3 чоловіки з кожної дільниці. Тому робочої сили в нас було достатньо. Вирішувалося питання цегли. У цьому нам посприяла Районна адміністрація, яка скерувала нас до с. Коханівка, де нам виділити 600 тисяч цегли на будівництво. Муруванням церкви займалася бригада фахівців, яких на наше прохання скерував до нас будівельний трест «Яворівхімбуд», також виділили нам свій кран і крановщика. Ми ще застали той час, коли все діставалось нам безкоштовно. Працівники отримували зарплату на «Сірці» і «Яворівхімбуд», але робити виконували в нас. Пізніше, коли збудували церкву, треба вже було за все платити. |

17 грудня 1995 року відбулося відкриття і освячення храму святих верховних апостолів Петра і Павла, яке здійснив владика Василій Медвіт. Цю подію о. Володимир Вітовський описує так:
|  | 17 грудня до нас приїхав владика Василій Медвіт, який освятив храм. Звичайно, на освячення дуже багато людей зійшлося. Коли владика прибув, а до того часу він ще не бачив нашої церкви, то був дуже зворушений, адже, каже, сподівався побачити невеличку церкву, а це ж — справжній собор! Хоча храм був ще зовсім неготовий до богослужіння (тільки закінчили штукатурити, не було ні престолу, ні іконостасу), то ми перенесли престіл з каплиці, поставили дві ікони і так святили. Церковні брати трактували це тим, що люди дуже- дуже мерзнуть, а храм великий, як би не було — в храмі буде тепліше взимку. |

За 2001—2002 рік було значно покращено інтер'єр храму: зроблено побілку, встановлено дерев'яні двері. Церкву прикрасили нові світильники, серед них великий центральний — оздоблений іконами святих. Подвір'я храму було озеленене чудовими декоративними деревами — туями.
У 2004 році було змінено колір зовнішнього фасаду церкви. зі спогадів п. Володимира Манастирського:
|  | Все було закладено в проекті, тобто внутрішній і зовнішній інтер'єр, фасад церкви. Цоколь був закладений темного кольору. Але за одного з отців його зробили світлим. Коли приїхав до нас архітектор Іван Коваленко, а він час- від-часу навідувався подивитись, чи немає відхилень згідно з проектом, сказав, що церкву поставили «верх ногами», тобто цоколь — світлий, а фасад церкви — темний. Архітектор попросив це поправити. Він запропонував нам колір, тому і перемалювали церкву у жовтий, а купол — у зелений колір, так як є вже на сьогодні. |

Вікна у храмі було оздоблено вітражами, які виготовив Анатолій Балух із с. Сокільники.
У 2006 році був встановлений новий іконостас, розроблений місцевим митцем Василем Проциком. Його дерев'яну конструкцію виконали новояворівські майстри, а позолоту зробили львівські художники, ікони на іконостасі писав художник з Новояворівська Василь Кіт.
10 грудня 2006 року Високопреосвященним владикою Ігорем Возьняком, Архієпископом Львівським, відбулося освячення престолу і довершено освячення храму святих апостолів Петра і Павла. Після закінчення урочистої Святої Літургії Архієпископ звернувся до вірних з такими словами:
|  | Як приємно вам сьогодні знати, що тут, у цій будові, вкладена ваша опіка, ваше старання, молитва, ваш труд. І якщо ви це робили охоче, від вас ще більша радість та нагорода від Бога. Це надзвичайно приємно, що давала ваша правиця і не очікувала якоїсь похвали чи відзначення. Очевидно, ви так довго свою церкву не будували. А тому це свято менше зовнішнє, але нехай воно стане вам великою пам'яткою та постійним внутрішнім духовним наповненням. Не забувайте, що це — місце моління. Церква служить для прослави Бога, подяки йому за його добродійства, перепрошення за скоєні прогрішення. Ваші внуки та правнуки будуть пишатися вами і молитися за вас у цій церкві, коли ви будете у вічності. Немає у вашому місті значнішого та головнішого місця, як це святе місце, на якому красується чудова церква. Любіть її, дбайте за неї, підтримуйте цю будівлю в належному стані, прикрашайте її гарними квітами, не приносьте зайвих речей, тому що церква — Господній дім. Все для Господа повинно бути найкраще. Хай радість і любов наповнюють ваші серця тепер і по всі дні вашого життя. Бажаю подякувати проектантам, інженерам, будівничим — усім, хто молився за цю будову, хто складав з любов'ю грошові внески, хто працював, хто чимось спричинився до будови, вірив, що вона постане |

У 2008–2010 роках, храм був оздоблений настінним розписом. Роботу виконано львівськими художниками-іконописцями під керівництвом Святослава Владики

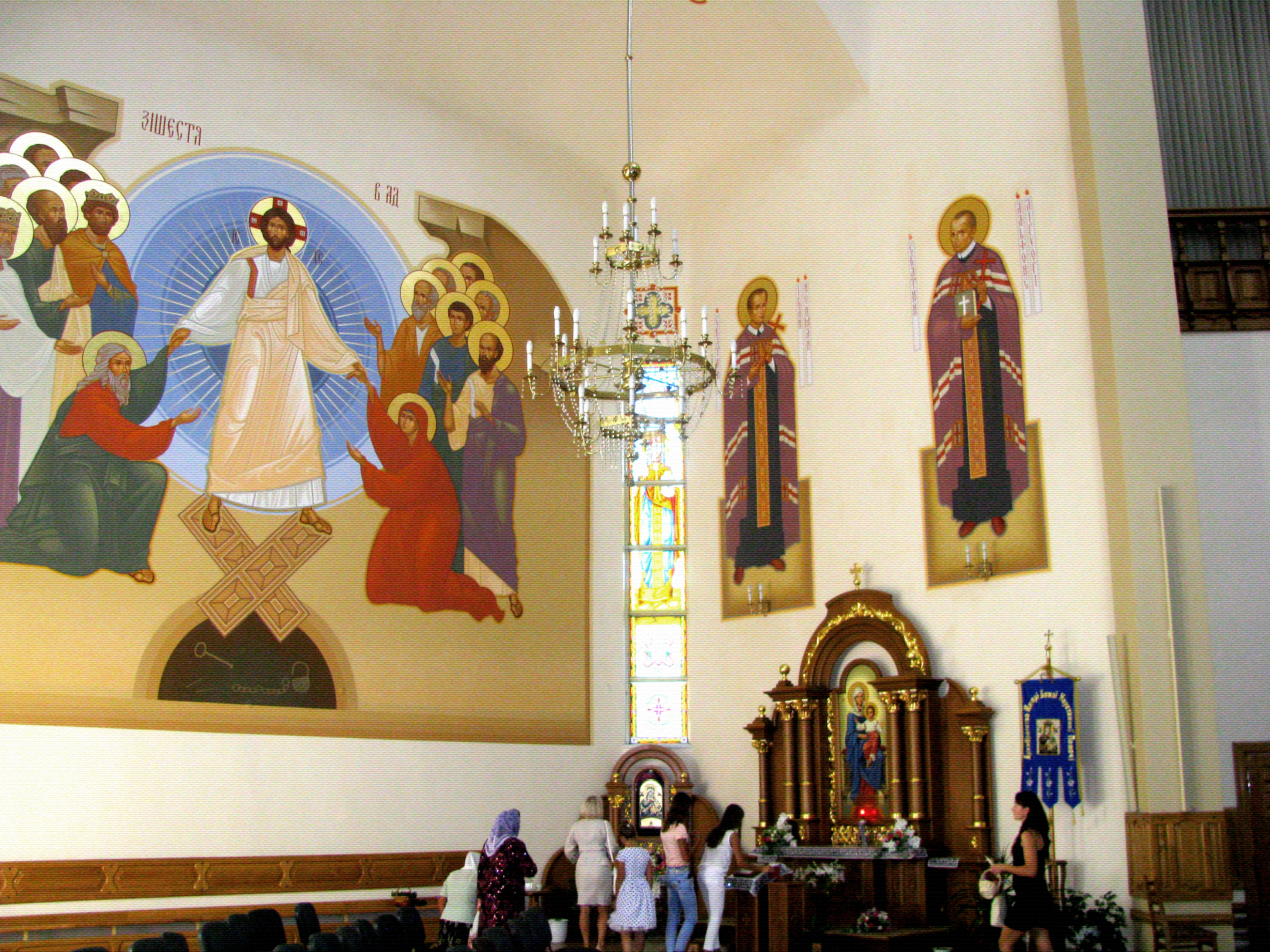
Внутрішній інтер'єр
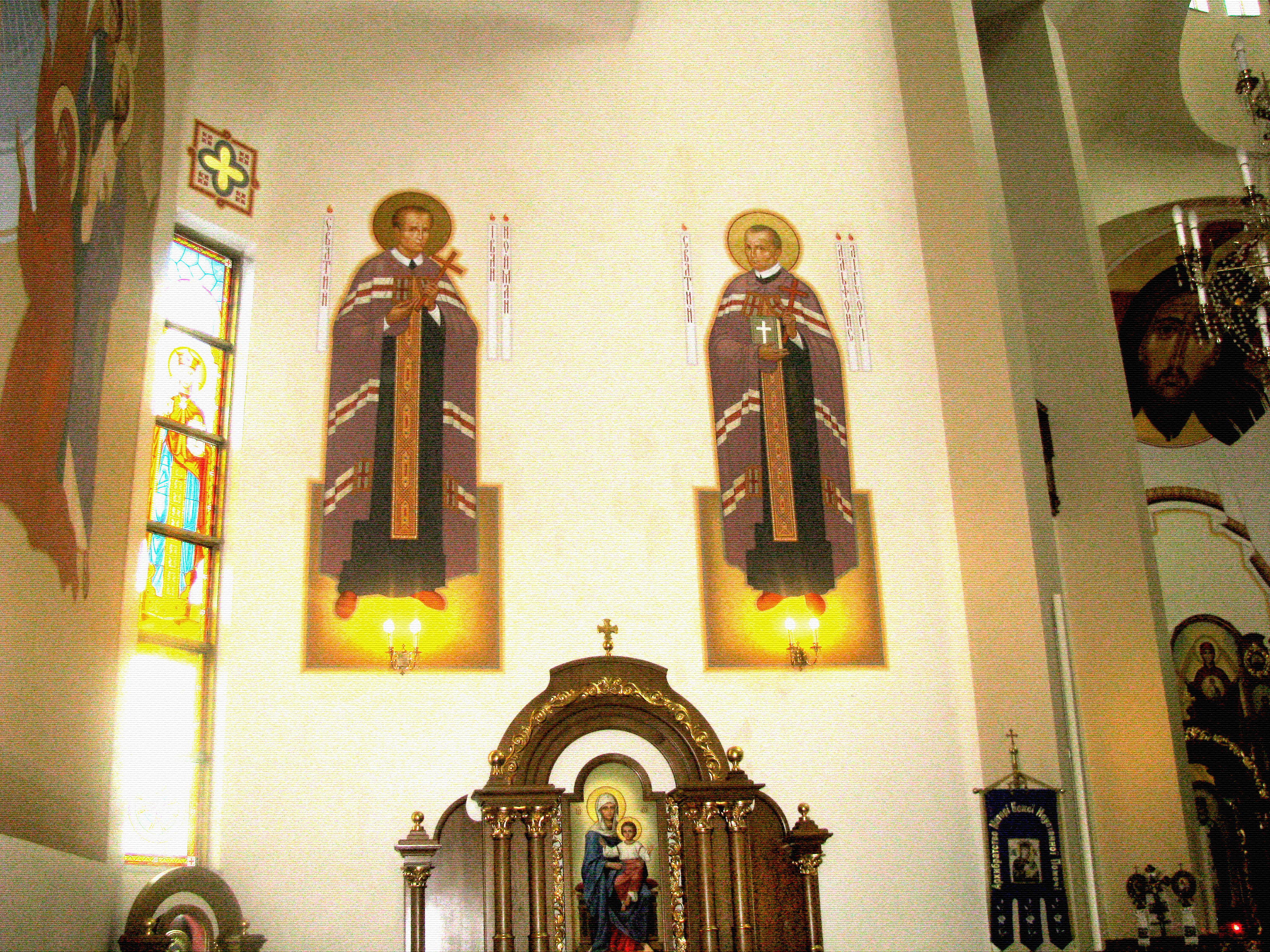
Святі образи Альфонсо Марії де Лігуорі та Івана Ноймана
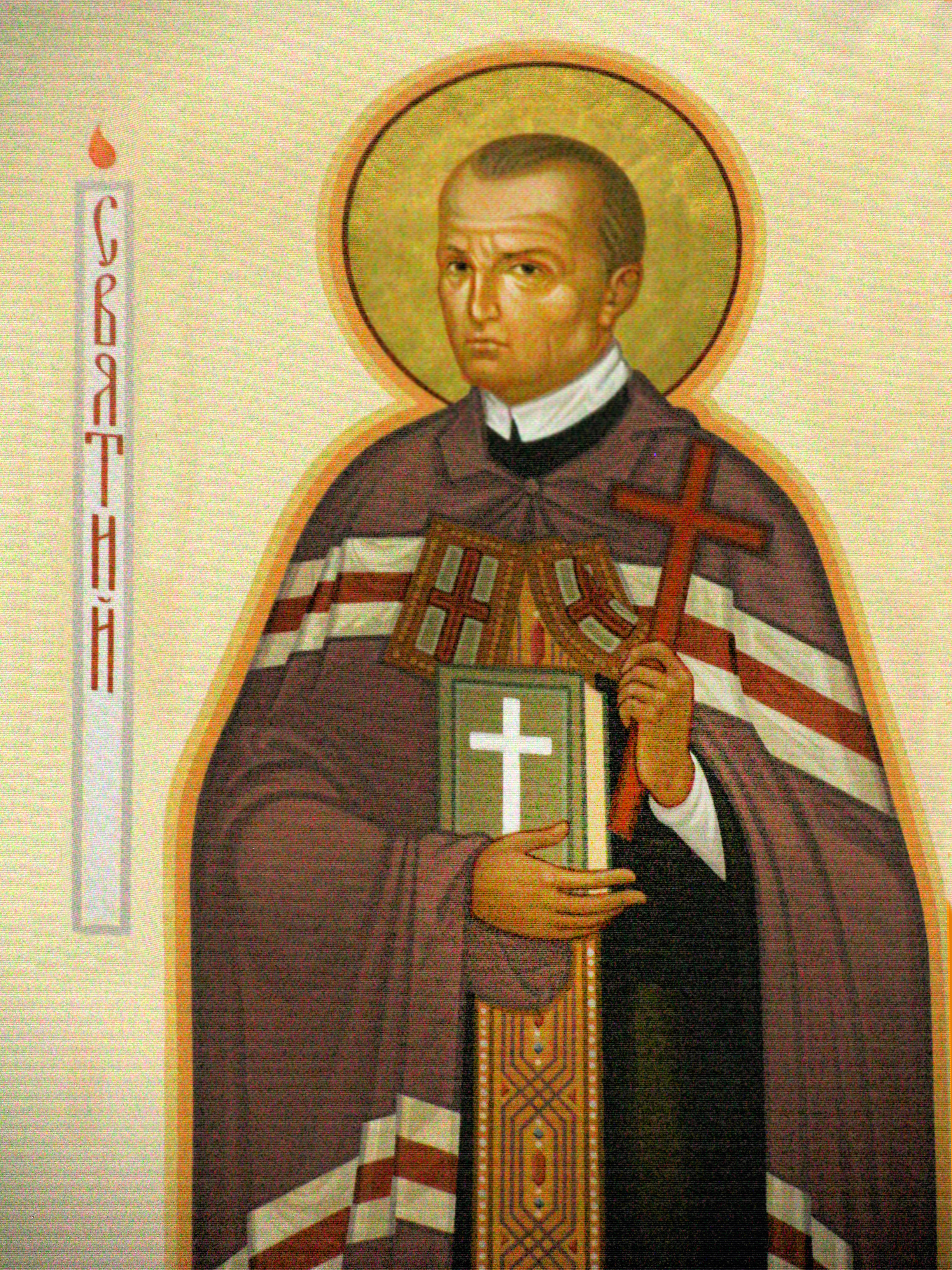
Святий Альфонсо Марія де Лігуорі
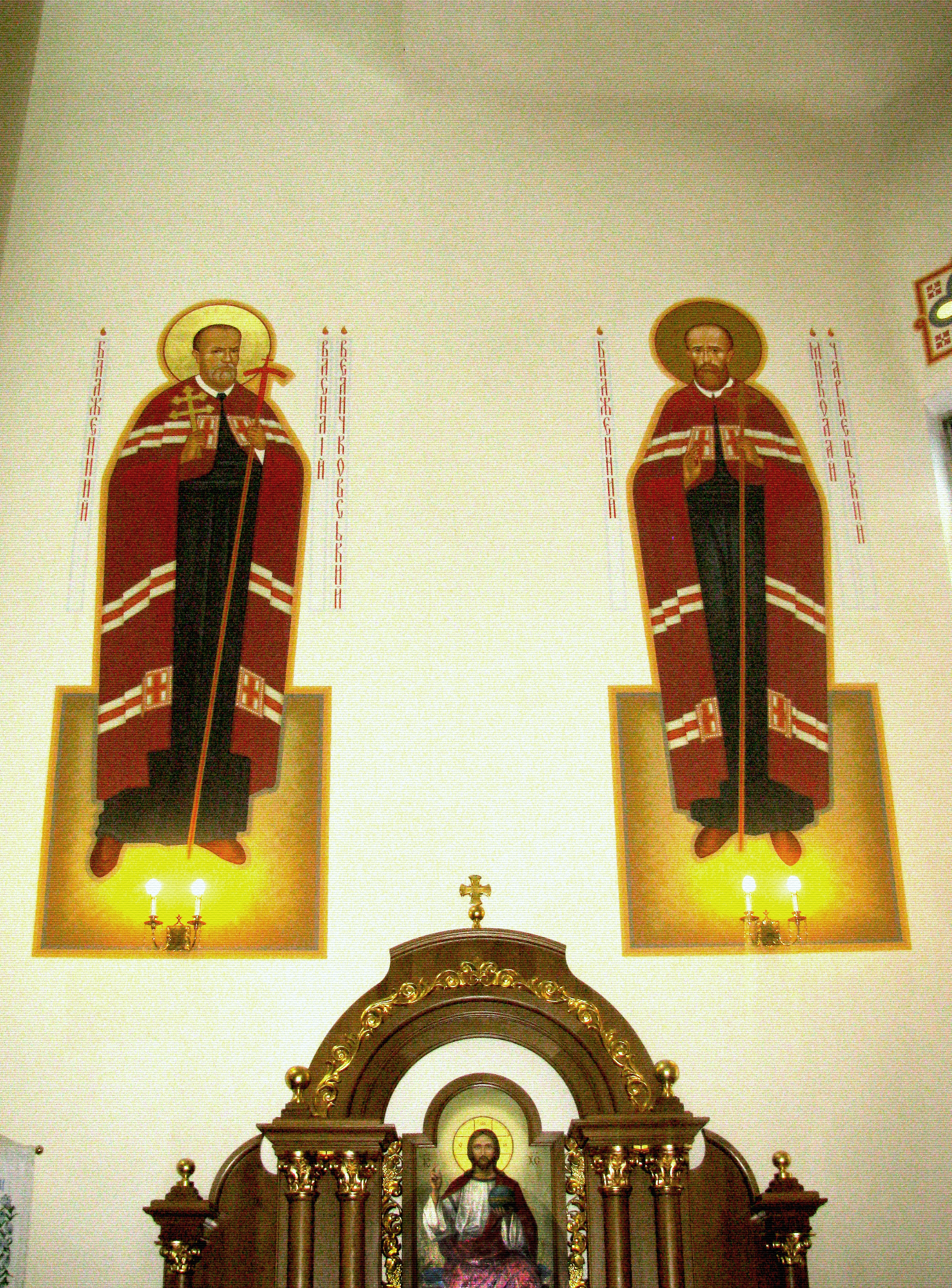
Святі образи Василя Величковського та Миколи Чарнецького

Увесь церковний комплекс сьогодні складається з храму святих апостолів Петра і Павла, каплиці Різдва Пресвятої Богородиці, дзвіниці і монастиря отців редемптористів.

## Настоятелі храму свв. ап. Петра і Павла
Настоятелі монастиря та храму свв. ап. Петра і Павла в м. Новояворівськ:
- Федчишин Степан (8 квітня 1990 — 8 вересня 1993)
- Вітовський Володимир (8 вересня 1993 — квітень 1996)
- Федчишин Степан (24 червня 1996 — 22 лютого 1997)
- Вонс Володимир (22 лютого 1997 — 1 вересня 2001)
- Бубній Михайло (1 вересня 2001 — 28 червня 2002)
- Сподар Василь (28 червня 2002 — 1 червня 2008)
- Колісник Ігор (1 червня 2008 — 31 грудня 2010)
- Іванів Василь (1 січня 2011 — 22 лютого 2015)
- Горбань Іван (22 лютого 2015 — 14 лютого 2019)
- Туркот Микола (14 лютого 2019 — 12 лютого 2020)
- Лагіш Роман (12 лютого 2020 — 26 лютого 2023)
- Рак Андрій (26 лютого 2023)

## Діяльність

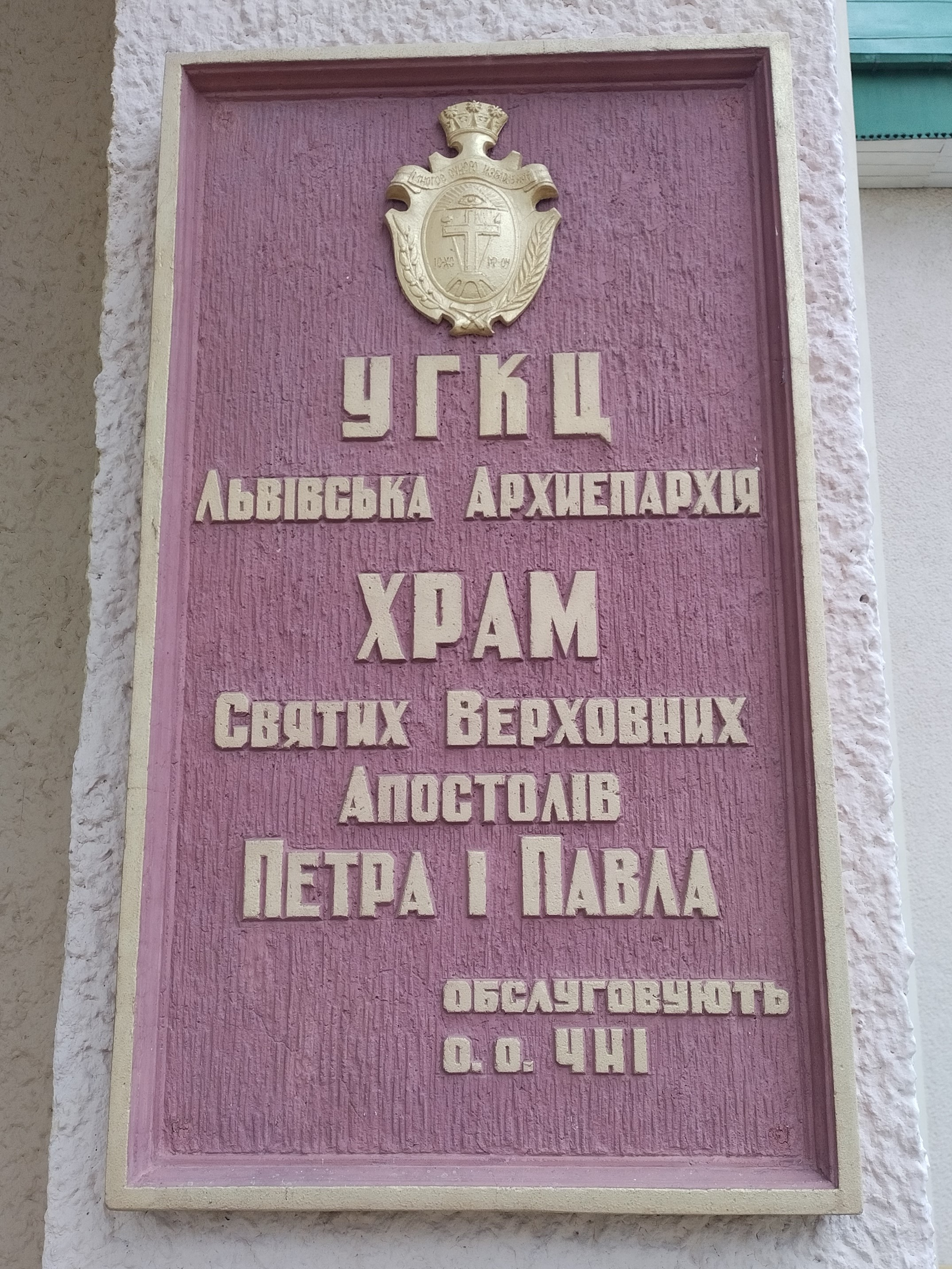
Інформаційна табличка

У 1991 році при каплиці Різдва Пресвятої Богородиці було засновано Архибратство Матері Божої Неустанної Помочі.
У травні 1992 року вперше у Новояворівську відбулося Урочисте Святе Причастя для дітей нашої парафії, яких готували упродовж року сестри-монахині Згромадження святого Йосифа. Тоді Святі Тайни прийняло близько п'ятдесяти дітей.
Восени 1992 року у Новояворівську відбулась Свята місія. Це була перша місія отців редемптористів на Галичині. Вона тривала три дні, а голосили її протоігумен о. Ігор Возьняк та о. Степан Меньок. Тоді відбувся урочистий похід містом, участь у якому взяла велика кількість мирян. На завершення біля каплички було встановлено перший місійний хрест, який став символом відродженої Церкви та незалежної України.
В 1992 році відкрито капличку святого Миколая при Новояворівській міській лікарні, в якій кожного тижня відправлялись богослужіння для хворих та медиків, уділялись їм Святі Тайни.
Літургійний спів на парафії у будні провадили дяки Лука Річковий та Володимир Мельник, а пізніше долучився й Іван Брезіцький.
На прохання пароха о. Степана Федчишина керівник новояворівського народного хору «Яворівщина» — Роман Жеплинський очолив дорослий церковний хор у каплиці. В 1993 році з ініціативи о. Володимира Вітовського створено дитячий хор під керівництвом Галини Беднаровської.
Частим гостем був владика Михаїл Гринчишин. У 1994 році він очолив урочисту Святу Літургію на празник святих апостолів Петра і Павла. Церква тоді ще була недобудована, тому святкова Божественна Літургія відправлялась на майданчику над сходами.
у жовтні 1995 року при парафії о. Володимиром Вітовським було засновано молодіжну християнську організацію «Українська молодь — Христові» (УМХ). Процес заснування УМХ o. Володимир згадує так:
|  | У мене з'явилась ідея зорганізувати, зібрати на парафії молодь. Ще у вересні 1990 року спільними зусиллями духовенства, мирян, діаспори та представників підпільної Церкви у Львові відбувся великий з'їзд УМХ. Він зібрав 40 тисяч учасників і став провісником національного та духовного відродження. Вперше тоді після стількох років підпілля у центрі Львова відбувся чисельний похід - великий здвиг народу - щось надзвичайне. Бажання започаткувати десь на парафії УМХ у мене з'явилося ще відтоді. А в Новояворівську у той час було багато молоді, тому треба було якось їх зібрати. Все це починалось досить скромно. Я поїхав до Львова у Центр керування молоді. Вони оформили всі документи, дали статути, я на церкві виголосив, що буде створюватись така спільнота. Зразу десь 20 чоловік зголосилось. Було знайомство, я розповів про організацію УМХ, яка заснована самим Андреєм Шептицьким ще у 1933 році, прочитав статути, щоб вони знали куди йдуть. Знайшовся такий Тарас Марків, я бачив, що він часто до церкви ходить, він і погодився бути головою. Я йому залишив всі ті документи. Зразу вибрали управу. Потім я пішов з парафії і вже навіть не мав нагоди з ними зустрітись. Але просив Тараса, щоб він тримав організацію, щоб вона розширювалася, щоб не пропала. Так все і було. Але я тільки дав початок. |

У 1997 році п'ятеро дівчат, які брали активну участь у парафіяльному житті церкви виявили бажання стати місіонерками, щоб допомагати отцям у їхній праці.
З червня 2001 року у храмі, під час Божественної Літургії, під проводом отця протоігумена Михайла Волошина, урочисто відбувся чин облечин одинадцятьох дівчат, які стали редемптористками.
У 2001 році, коли на парафію прибув новий парох о. Михайло Бубній, для праці з «Українською молоддю — Христові» він запросив сестер катехиток святої Анни, які два роки щонеділі приїжджали до Новояворівська, проводили з молоддю зустрічі, організовували з ними різні заходи з нагоди літургійних свят церковного року, мистецько-духовні програми, виставки писанок, концерти.
З 2003 року у храмі виконують різного роду служіння сестри дочки Матері Божої Неустанної Помочі: працюють у захристії, ведуть психологічну порадню, передшлюбні науки для наречених.
Починаючи з 2008 року, кожного літа, на території храму молодь організовує для дітей тижневий християнський табір «Канікули з Богом». Кількість учасників інколи перевищує півтисячі.
28-31 липня 2010 року при храмі святих апостолів Петра і Павла відбувся IX Всеукраїнський фестиваль редемптористської молоді під назвою «Ви, що в Христа хрестилися, у Христа зодягнулися (Гал. З, 27)», на який з'їхались представники молодіжних спільнот з різних редемптористських парафій в Україні.
ЗО червня 2012 року при храмі відбувся з'їзд Архибратства Матері Божої Неустанної Помочі з нагоди 85-ї річниці від дня його заснування в Україні.
З 29 вересня до 7 жовтня 2012 року на парафії відбулась Свята місія. Настоятелем храму тоді вже з жовтня 2010 року був о. Василь Іванів. Місію проводили редемптористи о. Андрій Олійник — керівник місії, о. Ігор Колісник — колишній настоятель парафії, о. Петро Ковальчук, о. Віталій Назар, о.-д. Дмитро Чарнель, брати та сестри редемптористки. Місіонери голосили духовні науки, відвідували школи і садочки, лікарню, міську раду, проводили духовні зустрічі з різними категоріями парафіяльної спільноти. Також відбувся урочистий похід містом із Хресною Дорогою.
При храмі святих верховних апостолів Петра і Павла сьогодні діють:
- Архибратство Матері Божої Неустанної Помочі.
- Молитовний Рух «Матері в молитві» — щотижневі спільні молитовні зустрічі жінок парафії, під час яких вони моляться за своїх дітей, парафію й Україну.
- «Спільнота святого Йосифа», яка об'єднує чоловіків парафії.
- «Біблійне коло» — духовні зустрічі, які щонеділі проводять сестри редемптористки для тих, хто прагне поглибити знання Святого Письма.
- «Жива вода» — харизматична спільнота.
- Молодіжна спільнота «УМХаНЯта», яка об'єднує молодь віком від 14 років.
- Дитячі спільноти «Ангелятко» та «Спільнота святого Герарда» — діти дошкільного, молодшого та середнього шкільного віку.
- «Школа народжувати» — підготовка молодих подружніх пар до пологів.
- Проєкт «Психологічна порадня».
- «Віра і Світло» — спільнота для людей з особливими потребами.
- Підготовка дітей до Урочистого Святого Причастя, якою займаються сестри Йосифітки.
- Поглиблена катехизація для дітей після першої Сповіді.
- Літургійний спів ведуть три хори.

## Світлини

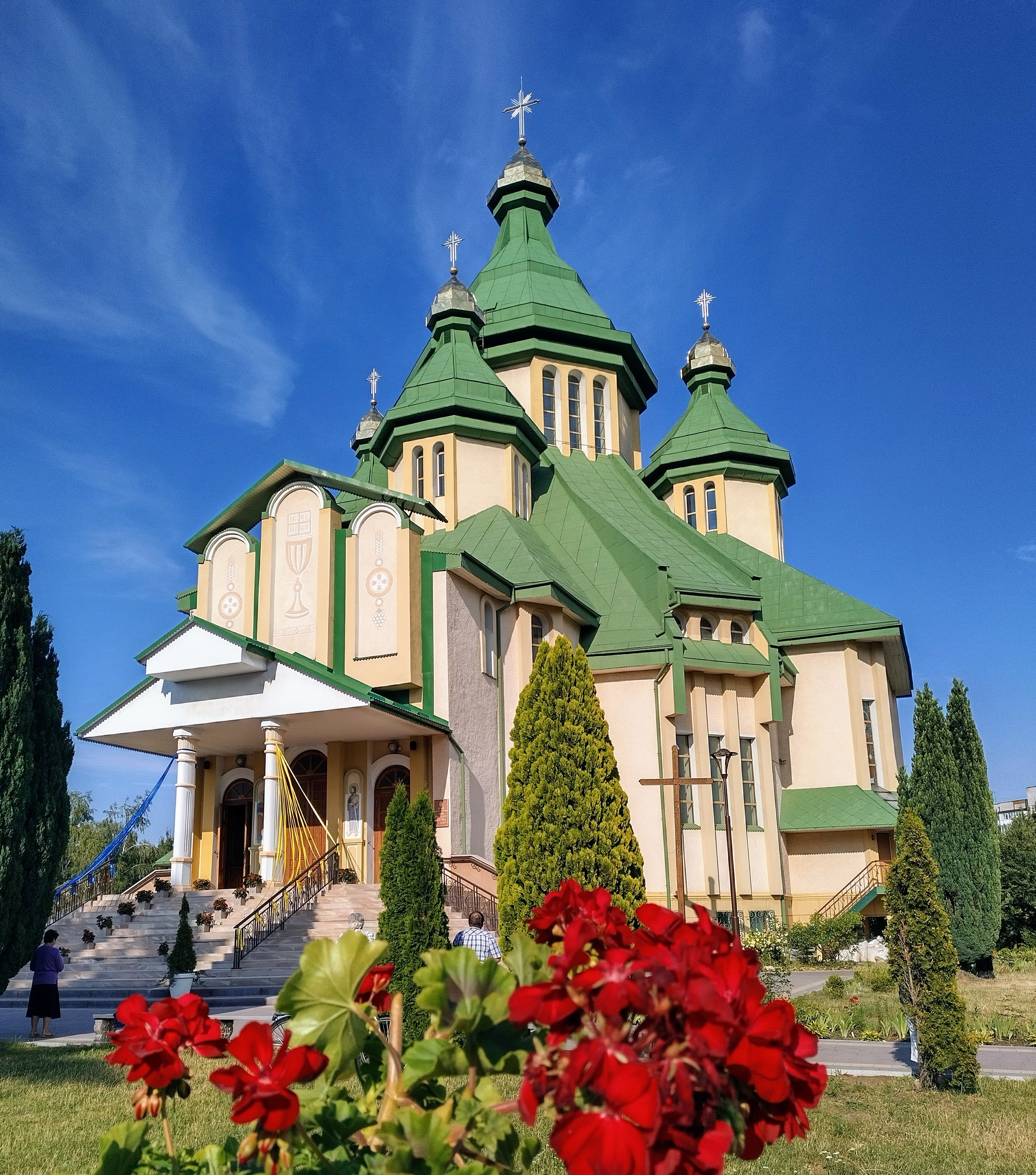
Загальний вигляд
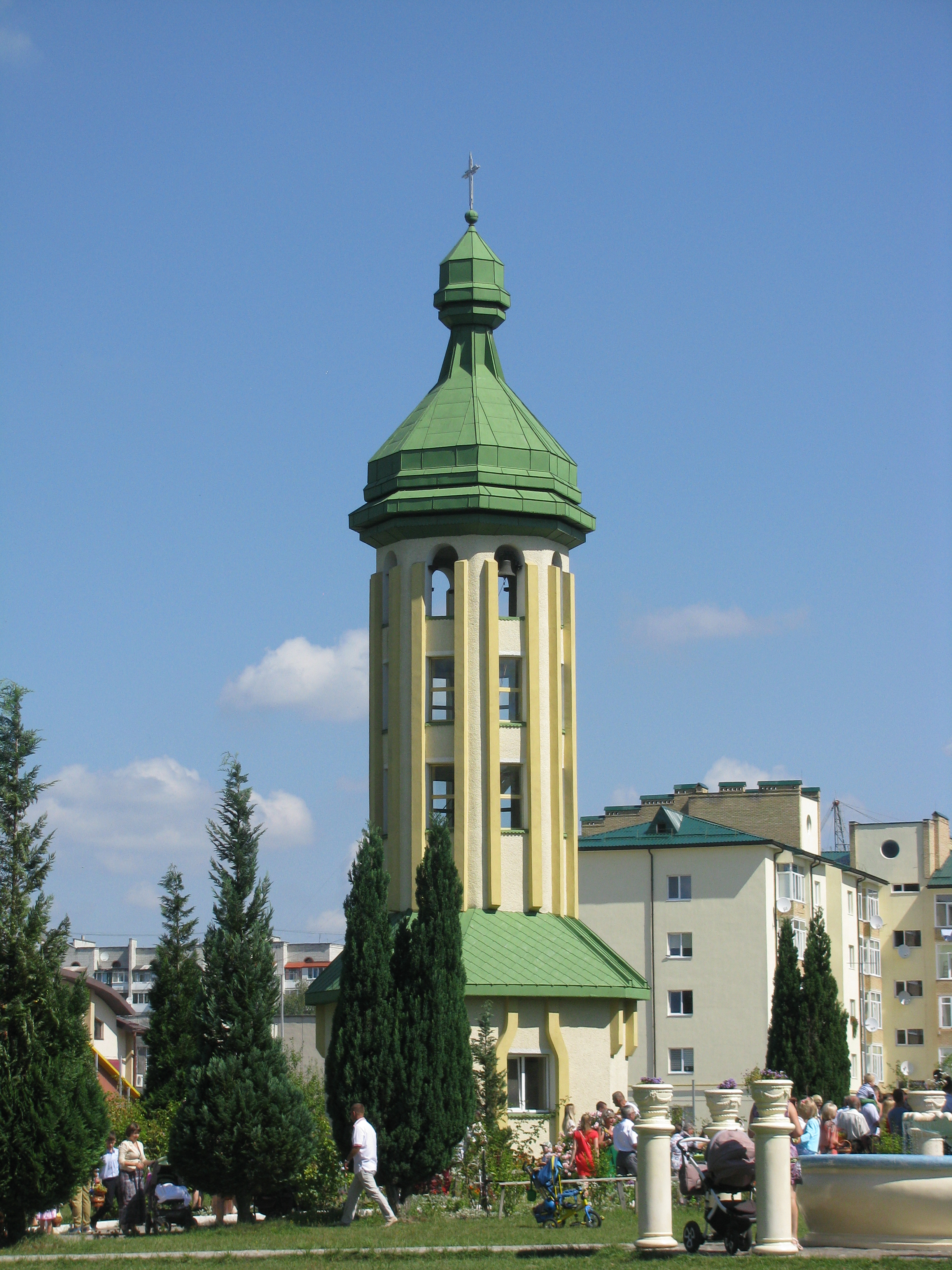
Дзвіниця
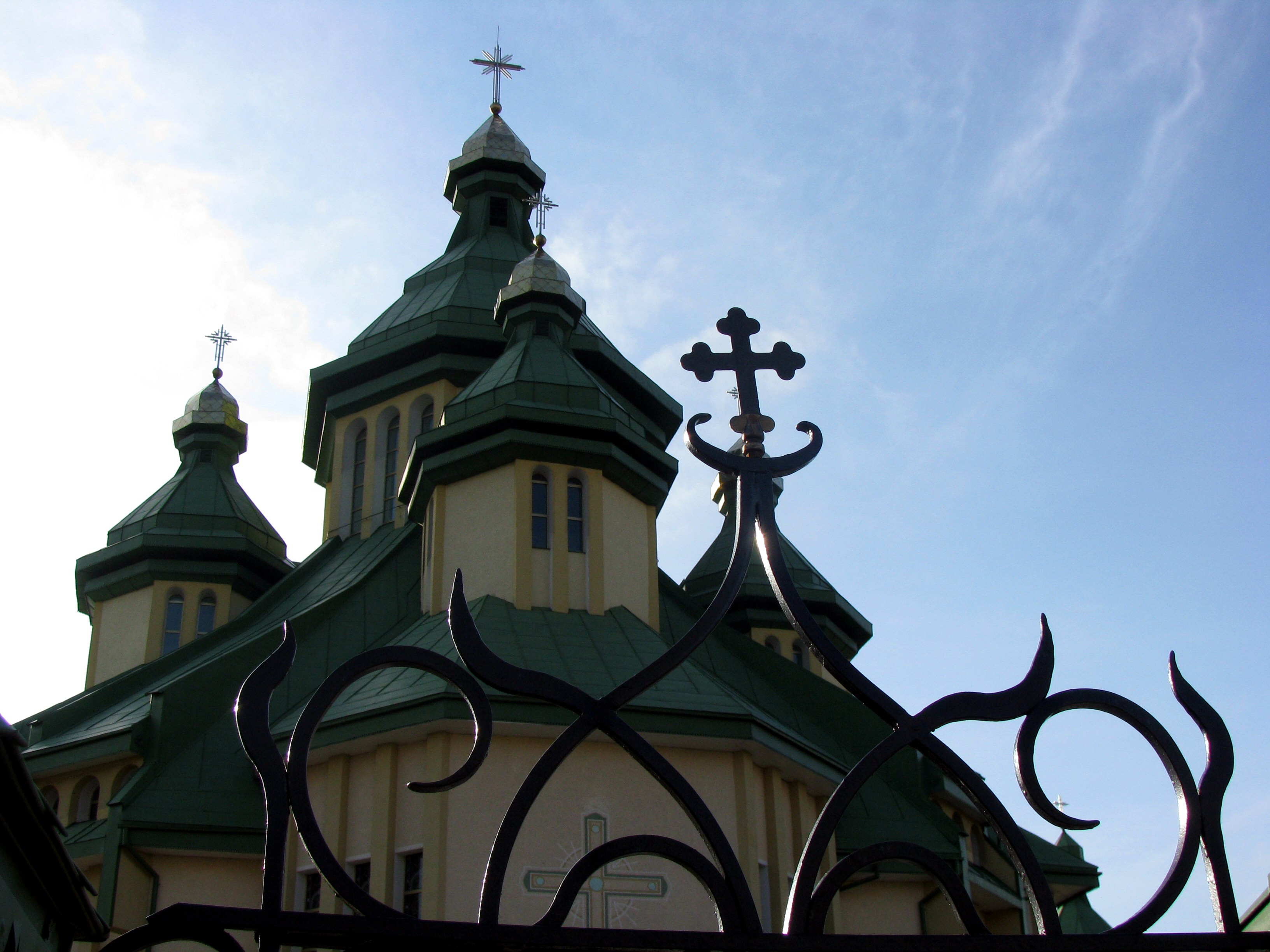
Куполи
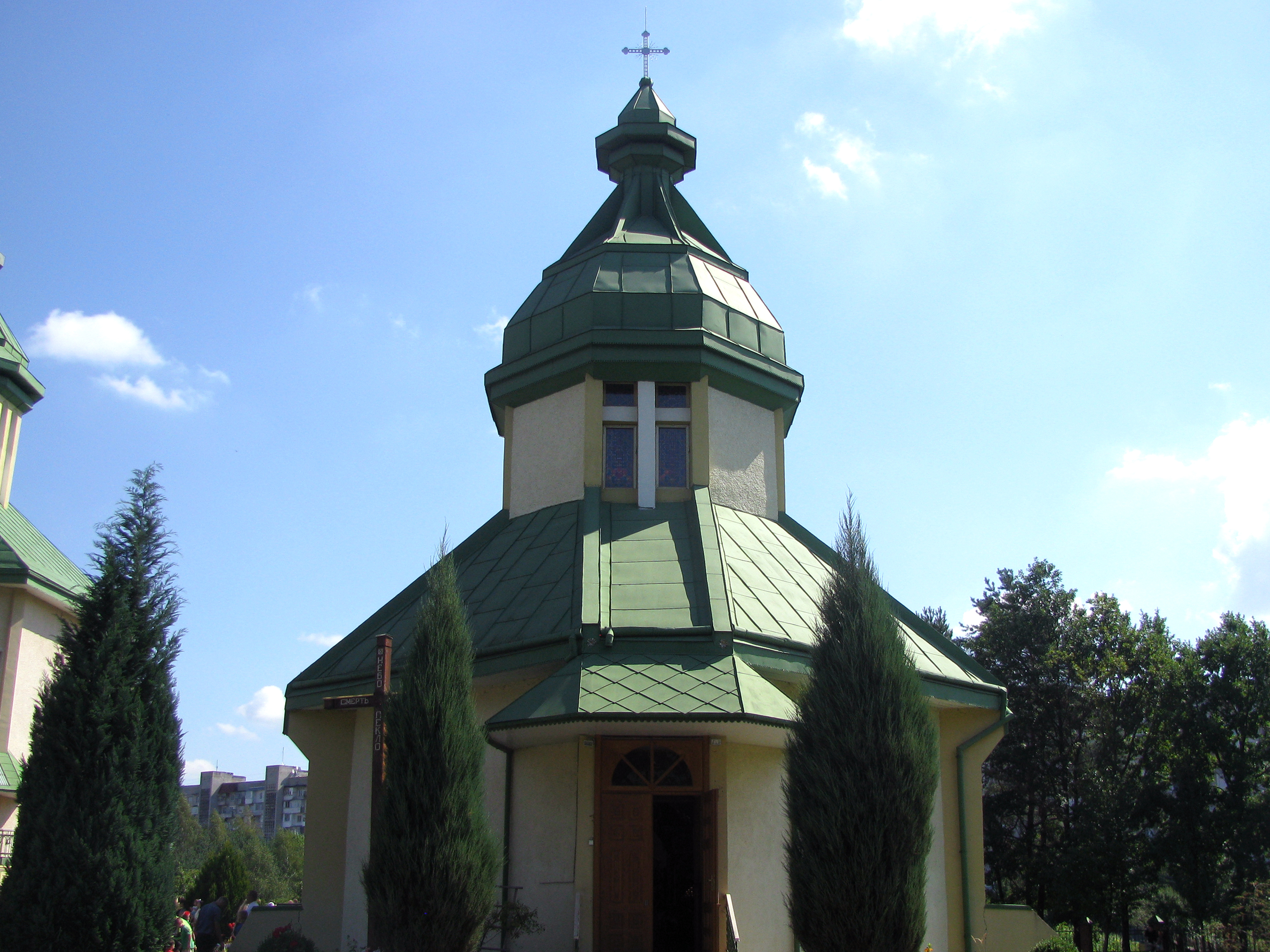
Каплиця
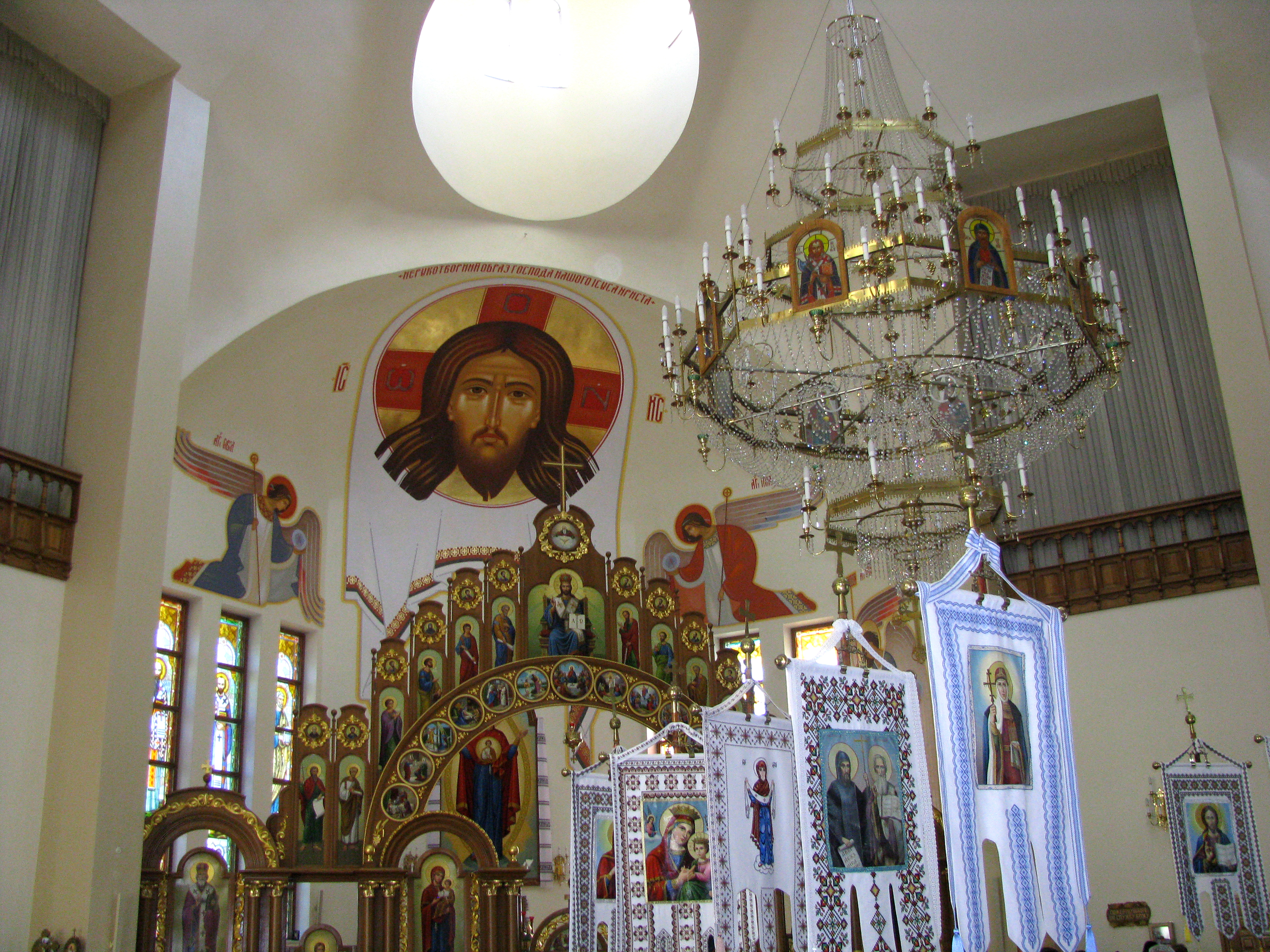
Внутрішній інтер'єр